# Catherine Helen Berndt

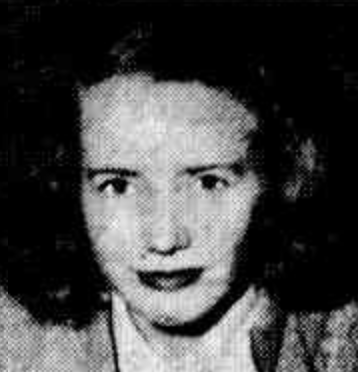
Catherine Berndt, 1952

Catherine Helen Berndt AM (* 8. Mai 1918 in Auckland, Neuseeland; † 22. Mai 1994 in Perth) war eine australische Ethnologin und Museumsgründerin.

## Leben und Wirken
Die in Neuseeland geborene Catherine Helen Webb (Geburtsname) studierte von 1940 bis 1943 bei A. P. Elkin an der University of Sydney und schloss mit dem BA an der Victoria University in Melbourne und einem Certificate of Proficiency in Anthropologie von der Victoria University of Wellington ab. Am 20. April 1941 heiratete sie in Adelaide den ebenfalls am Beginn seiner Karriere stehenden Anthropologen Ronald Murray Berndt, mit dem sie fast 50 Jahre ein eng zusammenarbeitendes Forscherehepaar bildete. So konnten sie gleichzeitig in der Feldforschung männer- und frauenbezogene Themen erforschen. Insbesondere war um die letzte Jahrhundertmitte die Rolle der aboriginen Frau noch wenig untersucht.
Zu ihren eigenen Feldforschungen und wissenschaftlichen Ergebnissen zählt u. a. die Bestätigung und Erweiterung der von Phyllis Kaberry als Klassiker eingestuften Arbeit Aboriginal woman: sacred and profane (1939) in Ooldea, am Lower Murray in South Australia und Arnhem Land im Norden Australiens, über die politische, wirtschaftliche und religiöse Frauenrolle in aboriginen Stämmen.
Zusammen mit ihrem Mann forschte sie von Juli bis November 1941 in Ooldea, die Ergebnisse wurden von 1942 bis 1945 in Oceania veröffentlicht. Die Aufenthalte von 1942 bis 1944 vorwiegend im Gebiet von Murray Bridge und Adelaide schlugen sich in Buchform unter dem Titel From Black to White in South Australia (1951) nieder. Es folgten Forschungen von 1944 bis 1946 im Northern Territory am Daly River. Ab 1946 wurde ihre Forschung zu den Aborigines von Arnhem Land von dem Australian National Research Council unterstützt, dieses Thema beschäftigte sie bis etwa 1979. Von 1951 bis 1953 fanden Feldforschungen in den Eastern Highlands von Papua-Neuguinea statt. Von 1953 bis 1955 hielten sich die Berndts in London an der London School of Economics and Political Science auf.
1976 gründeten sie in Perth das Berndt Museum of Anthropology, ursprünglich als Anthropology Research Museum, dessen Grundstock die während ihres Arbeitslebens gesammelten Objekte und Fotografien bildeten.

## Auszeichnungen
- 1950 Edgeworth David Medal der Royal Society of New South Wales
- 1951 Ohio State Fellowship der International Federation of University Women
- 1987 Member des Order of Australia in Anerkennung der Verdienste um die Anthropologie, insbesondere in Bezug auf die Gesellschaft und Kultur der Aborigines[3]

## Schriften (Auswahl)
Zahlreiche Schriften wurden von Ronald und Catherine Berndt gemeinsam veröffentlicht, darunter die Titel:
- Changing ceremonies in Northern Australia. 1950.
- From Black to White in South Australia. 1951.
- The First Australians. Ure Smith, Sydney, New South Wales, 1952. (Mehrere Auflagen).
- End of an Era. Aboriginal Labour in the Northern Territory. Australian Institute of Aboriginal Affairs, Canberra, Australian Capital Territory, 1954. (Mehrere Auflagen).
- Arnhem Land. Its History and its People. Cheshire Publishing, Melbourne, Victoria, 1954.
- Aborigines in Australian Society. Pitman, Melbourne, Victoria, 1985.
- The World that was. The Yaraldi of the Murray River and the lakes, South Australia. Melbourne University Press, Carlton, Victoria, 1993, ISBN 0-522-84427-8.